# Chœur de chambre Ave Sol de Riga
Le Chœur de chambre Ave Sol de Riga (Rīgas kamerkoris Ave Sol en letton) est un chœur letton, actif depuis 1969.

## Historique
Le Chœur de chambre Ave Sol de Riga est fondé en 1969 à l'initiative d'Imants Kokars (en).
Le nom de la formation est un hommage à la mélodie Ave Sol du compositeur Alfrēds Kalniņš sur un poème de Rainis.
Le répertoire du chœur couvre la musique traditionnelle a cappella lettone comme les oratorios du XIXe siècle et la musique contemporaine, dont l'ensemble est un ardent défenseur.
Andris Veismanis, chef d'orchestre à l'Opéra national de Lettonie, est directeur artistique d'Ave Sol depuis 2013.

## Créations
Le Chœur de chambre Ave Sol de Riga est le créateur de plusieurs œuvres, de Paul Dambis (Chants de la mer ; Voix des bergers), Jānis Ivanovs (Vocalises), Ādolfs Skulte (Quasi una Sonata) et Pēteris Vasks (Zemgale, 1989), notamment.